# Fraßbach (Lavant)
Der Fraßbach ist ein linker Nebenfluss der Lavant im Bezirk Wolfsberg in Kärnten, Österreich.

## Verlauf
Der Fraßbach wird im Oberlauf Kanzlerbach genannt. Dieser entspringt westlich des Wildbachsattels und fließt nach Westen. Ab dem Zusammenfluss mit dem Weißalmbach wird er Fraßbach genannt, durchfließt die Ansiedlung Fraß und mündet in Sankt Gertraud in die Lavant.

## Einzugsgebiet, Nebenbäche
Das Einzugsgebiet des Fraßbachs liegt in der Gemeinde Frantschach-Sankt Gertraud und hat eine Fläche von 36,3 Quadratkilometern. Die größten Nebenbäche sind:
| Name              | Mündungsseite | Mündungsort   | Einzugsgebiet in km² |
| ----------------- | ------------- | ------------- | -------------------- |
| Kanzlerbach       | Oberlauf      |               | 2,2                  |
| Weißalmbach       | rechts        |               | 1,8                  |
| Raschachkogelbach | rechts        |               | 1,9                  |
| Kühhaltbach       | links         | Praken        | 1,7                  |
| Schneiderbach     | links         |               | 2,0                  |
| Kamper Bach       | rechts        | Fotzbrücke    | 9,3                  |
| Limbergbach       | rechts        | Vorderlimberg | 4,1                  |

## Verkehr
- Straße: Durch das Tal des Fraßbachs verläuft die Straße vom Lavanttal über die Weinebene nach Deutschlandsberg.[1]